# SN 1996cd
SN 1996cd – supernowa typu Ib/c odkryta 16 grudnia 1996 roku w galaktyce A075720+1112. W momencie odkrycia miała maksymalną jasność 18,50m.